# Завжди зі мною…
«Завжди зі мною…» (рос. «Всегда со мною...») — радянський художній фільм 1976 року, знятий кіностудією «Ленфільм».

## Сюжет
Вчений-мистецтвознавець з Москви Андрій Сергійович Ільїн напередодні отримання академічного звання повертається в рідне місто для відкриття виставки мистецтв перської цивілізації. Ільїн, який працював у Ермітажі під час ленінградської блокади, поринає у спогади про той час, про героїзм співробітників славнозвісного музею, які зберегли визначні надбання людства, про велике покликання, про самопожертву в ім'я гуманізму і любові до ближніх. У його пам'яті постають усі співробітники Ермітажу — «Ермітажники», котрі пережили горе, труднощі, голод, втрати і маленькі свята, які влаштовувалися для жителів блокадного міста: ювілеї — 800-річчя поета Нізамі Гянджеві і 500-річчя поета Алішера Навої.

## У ролях
- Владислав Стржельчик — Андрій Сергійович Ільїн
- Аліса Фрейндліх — Таня Ільїна, дружина Ільїна
- Іван Соловйов — співробітник Ермітажу в блокадному Ленінграді
- Ангеліна Степанова — Марія Миколаївна, співробітник Ермітажу в блокадному Ленінграді
- Алла Демидова — Олена Гнатівна Смисловська, мистецтвознавець відділу Ермітажу в блокадному Ленінграді
- Володимир Зельдін — Володимир Георгійович Лучин, старший науковий співробітник Ермітажу в блокадному Ленінграді
- Михайло Хижняков — співробітник Ермітажу в блокадному Ленінграді
- Зінаїда Шарко — Ніна Романівна, співробітник Ермітажу в блокадному Ленінграді
- Микола Бурляєв — Максим Скуратов, молодший науковий співробітник відділу західного мистецтва, загинув на війні
- Лариса Удовиченко — Валентина Георгіївна, співробітниця Ермітажу, помічниця Рубцова
- Олег Басілашвілі — Василь Антонович Рубцов, співробітник адміністрації Ермітажу
- Микита Подгорний — співробітник Смольного
- Кирило Йогансен — співробітник Ермітажу в блокадному Ермітажі
- Світлана Крючкова — Людмила, молодий лікар-педіатр
- Наталія Лебле — Соніна, коректор
- Сергій Брянцев — Міша
- Юрій Катін-Ярцев — друг Ільїна
- Никодим Гіппіус — зустрічає Ільїна
- Семен Берлін — перехожий

## Знімальна група
- Режисер — Соломон Шустер
- Сценарист — Леонід Зорін
- Оператор — Юрій Воронцов
- Художник — Георгій Кропачов